# Twelve-step Suite
La Twelve-step Suite o Suite de los Doce Pasos, también conocida como la Suite de  Alcohólicos Anónimos, es una serie de canciones de la banda de metal progresivo Dream Theater, pertenecientes a álbumes distintos pero que en conjunto forman una suite. Cada canción, escrita por el baterista Mike Portnoy, trata de su experiencia con el alcoholismo y representa cada uno de los pasos del llamado "programa de doce pasos" de Alcohólicos Anónimos.

## Temática
Las canciones poseen temáticas muy similares tanto en el aspecto musical como en el lírico, y todas ellas (con la excepción de "Repentance") están entre las más pesadas de Dream Theater. Juntando todas las canciones, la suite tiene una duración total de 57:16 minutos. Los títulos de cada una de  las partes comienzan con las letras "Re", haciendo referencia a la palabra "Rehabilitación". Mike Portnoy estableció en una entrevista en el show Eddie Trunk el 16 de marzo que prefiere llamar a la suite la "Suite de los Doce Pasos" más que la "Suite de Alcohólicos Anónimos".
Todas las canciones están dedicadas a "Bill W. y sus amigos".

## Canciones
Todas las letras escritas por Mike Portnoy, toda la música compuesta por Dream Theater. 
| N.º   | Título                                                                          | Álbum original                  | Duración |  |
| 1.    | «The Glass Prison" - I. "Reflection" - II. "Restoration" - III. "Revelation»    | Six Degrees of Inner Turbulence | 13:52    |  |
| 2.    | «This Dying Soul" - IV. "Reflections of Reality (Revisited)" - V. "Release»     | Train of Thought                | 11:27    |  |
| 3.    | «The Root of All Evil" - VI. "Ready" - VII. "Remove»                            | Octavarium                      | 8:25     |  |
| 4.    | «Repentance" - VIII. "Regret" - IX. "Restitution»                               | Systematic Chaos                | 10:43    |  |
| 5.    | «The Shattered Fortress" - X. "Restraint" - XI. "Receive" - XII. "Responsible"» | Black Clouds & Silver Linings   | 12:49    |  |
| 57:16 |                                                                                 |                                 |          |  |

### The Mirror
Adicionalmente, la canción "The Mirror" del álbum Awake fue escrita por Mike Portnoy y es considerada por muchos admiradores como un prólogo a la suite, sin ser parte de ella. La canción también está referenciada en la segunda, cuarta y quinta canción de la suite.

### Metropolis Pt. 2: Scenes From a Memory
También en la canción "Scene One: Regression" del álbum Metropolis Pt. 2: Scenes From a Memory dice: "Hello Victoria, so glad to see you my friend", similar a: "Hello mirror, so glad to see you my friend" de "This Dying Soul", además de que el personaje Nicholas ve a Victoria en un espejo y tiene problemas de alcoholismo.

### Conexiones
También puede notarse que líricamente y musicalmente hablando, cada canción referencia a las canciones precedentes. 
| Canción                  | Conexión |
| ------------------------ | --- |
| "This Dying Soul"        | - Las primeras cinco notas de guitarra de This Dying Soul son las últimas cinco notas de "The Glass Prison". - Las líneas "Hello mirror, so glad to see you my friend / It's been a while" referencia a la canción "The Mirror". - Las líneas "Now it's time to stare the problem right between the eyes you long lost child" y "Spreading all your lies from coast to coast / While spitting on the ones that matter most" son similares a las líneas en "The Mirror" "Let's stare the problem right in the eye / It's plagued me from coast to coast / Racing the clock to please everyone / All but the one who matters the most". - Las líneas "I can't break out of this prison all alone" también están mencionadas en "The Glass Prison". - Esta canción comparte un riff con "The Glass Prison".                               |
| "The Root of All Evil"   | - El riff del comienzo es similar al último riff tocado en "This Dying Soul". - El ritmo de batería del comienzo es casi idéntico a uno de los ritmos de batería de "This Dying Soul". - El precoro "I can feel my body breaking" también aparece en "This Dying Soul" junto a un casi idéntico riff, subido de Si a Do. - Las líneas "I can't break out of this prison all alone" también están mencionadas en "The Glass Prison" y en "This Dying Soul". - Las líneas "Heal this dying soul" referencian a la canción "This Dying Soul". - En el libreto de las letras incluido en el álbum, el segundo coro está impreso con una tipografía levemente diferente que el primero, aunque dicen lo mismo. |
| "Repentance"             | - La melodía del comienzo es idéntica a la de "This Dying Soul" en 2:04, pero en Do# en vez de Si, debido a que la última nota en interpretarse en "The Root Of All Evil" en el piano es Do#. - Las primeras líneas "Hello mirror, so glad to see you my friend / It's been a while" son las mismas que las primeras líneas en "This Dying Soul". |
| "The Shattered Fortress" | - El título de la canción está derivado de dos líneas de "The Glass Prison", "A shattered glass prison wall behind me" y "A long lost fortress". - La canción está casi enteramente compuesta por variaciones de partes de las anteriores canciones en la suite. - Un vídeo de Portnoy fue publicado mostrándolo tocando una parte de la canción casi idéntica a una parte de "The Glass Prison".[cita requerida] - Referencia las partes principales de todas las canciones anteriores en la suite. Intros, voces, y riffs de guitarra.[cita requerida] - La canción finaliza con la introducción de "The Glass Prison", un acorde distorsionado final, y la introducción de "The Root of All Evil" desapareciendo entre la estática del principio de "The Glass Prison", finalizando la suite en la misma manera de la que comienza. |